# Cratere Macrobio
Macrobio è un crater lunare intitolato al filosofo latino Ambrogio Teodosio Macrobio. Si trova a nordovest del Mare Crisium, sul bordo sudest del Lacus Bonitatis, un piccolo mare lunare. Il più piccolo cratere Tisserand si trova leggermente più ad est, e i due oggetti formano un sistema ben visibile.
Le pareti esterne di Macrobio presentano una superficie terrazzata, ed alcuni di essi arrivano fino alla cima del bordo. Il piccolo cratere satellite 'Macrobio C' si trova lungo l'orlo occidentale, ma la parete è relativamente poco erosa. Nel centro del fondale si trova un complesso montuoso. C'è un basso crinale sul fondo occidentale, tuttavia il resto della base è abbastanza pianeggiante.

## Crateri correlati
Alcuni crateri minori situati in prossimità di Macrobio sono convenzionalmente identificati, sulle mappe lunari, attraverso una lettera associata al nome.
| Macrobio | Latitudine | Longitudine | Diametro |
| -------- | ---------- | ----------- | -------- |
| C        | 20.8° N    | 45.0° E     | 10 km    |
| E        | 18.7° N    | 46.8° E     | 10 km    |
| F        | 22.5° N    | 48.5° E     | 11 km    |
| K        | 21.5° N    | 40.2° E     | 12 km    |
| M        | 25.0° N    | 41.0° E     | 42 km    |
| N        | 22.8° N    | 40.8° E     | 5 km     |
| P        | 23.0° N    | 39.5° E     | 18 km    |
| Q        | 20.4° N    | 47.6° E     | 9 km     |
| S        | 23.3° N    | 49.6° E     | 26 km    |
| T        | 23.8° N    | 48.6° E     | 29 km    |
| U        | 25.0° N    | 42.8° E     | 6 km     |
| V        | 25.4° N    | 43.3° E     | 5 km     |
| W        | 24.8° N    | 44.6° E     | 26 km    |
| X        | 23.0° N    | 42.2° E     | 4 km     |
| Y        | 23.6° N    | 42.2° E     | 5 km     |
| Z        | 24.3° N    | 42.6° E     | 5 km     |

I seguenti crateri sono stati ribattezzati dall'Unione Astronomica Internazionale. 
- Macrobio A — Vedi cratere Carmichael.
- Macrobio B — Vedi cratere Hill.
- Macrobio D — Vedi cratere Fredholm.
- Macrobio L — Vedi cratere Esclangon.